# Ranzania laevis
A Ranzania laevis a sugarasúszójú halak (Actinopterygii) osztályának gömbhalalakúak (Tetraodontiformes) rendjébe, ezen belül a holdhalfélék (Molidae) családjába tartozó faj.

## Neve
Ez az állat, a halnem nevét, a Ranzaniát egy katolikus papról és természettudósról, Camillo Ranzaniról (1775-1841) kapta.

## Előfordulása
A Ranzania laevis széles körben előfordul mindhárom óceánban. Az Atlanti-óceán nyugati részén Kanadától Brazíliáig, míg ugyanez óceán keleti részén Skandináviától a Dél-afrikai Köztársaságig lelhető fel. A Csendes-óceán nyugati felén Japán és Új-Zéland között, míg keleti felén Kalifornia és Chile között található meg. Az Indiai-óceánban Afrikától Ausztráliáig mindenütt megtalálható.

## Megjelenése
Ez a hal legfeljebb 100 centiméter hosszú. Teste hosszúkás. Az ivadéknak még van farokúszója, azonban felnőtt korára elveszíti, és csökevényes, porcos képződmény nő a helyébe.

## Életmódja
Szubtrópusi és nyílt tengeri halfaj, amely általában 1-40 méteres mélységekben tartózkodik. Általában magányos élőlény. Tápláléka a planktonban úszó apró rákok.

## Képek

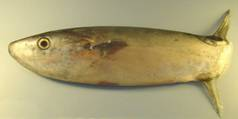
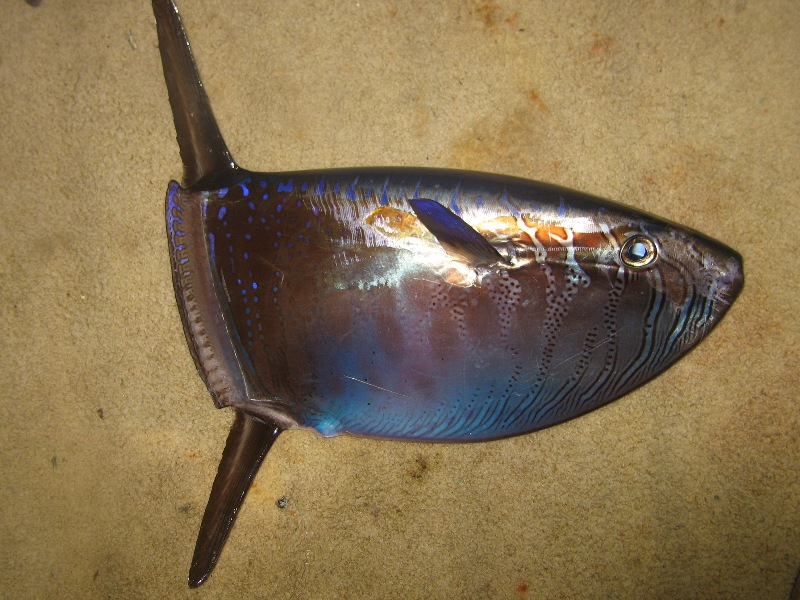
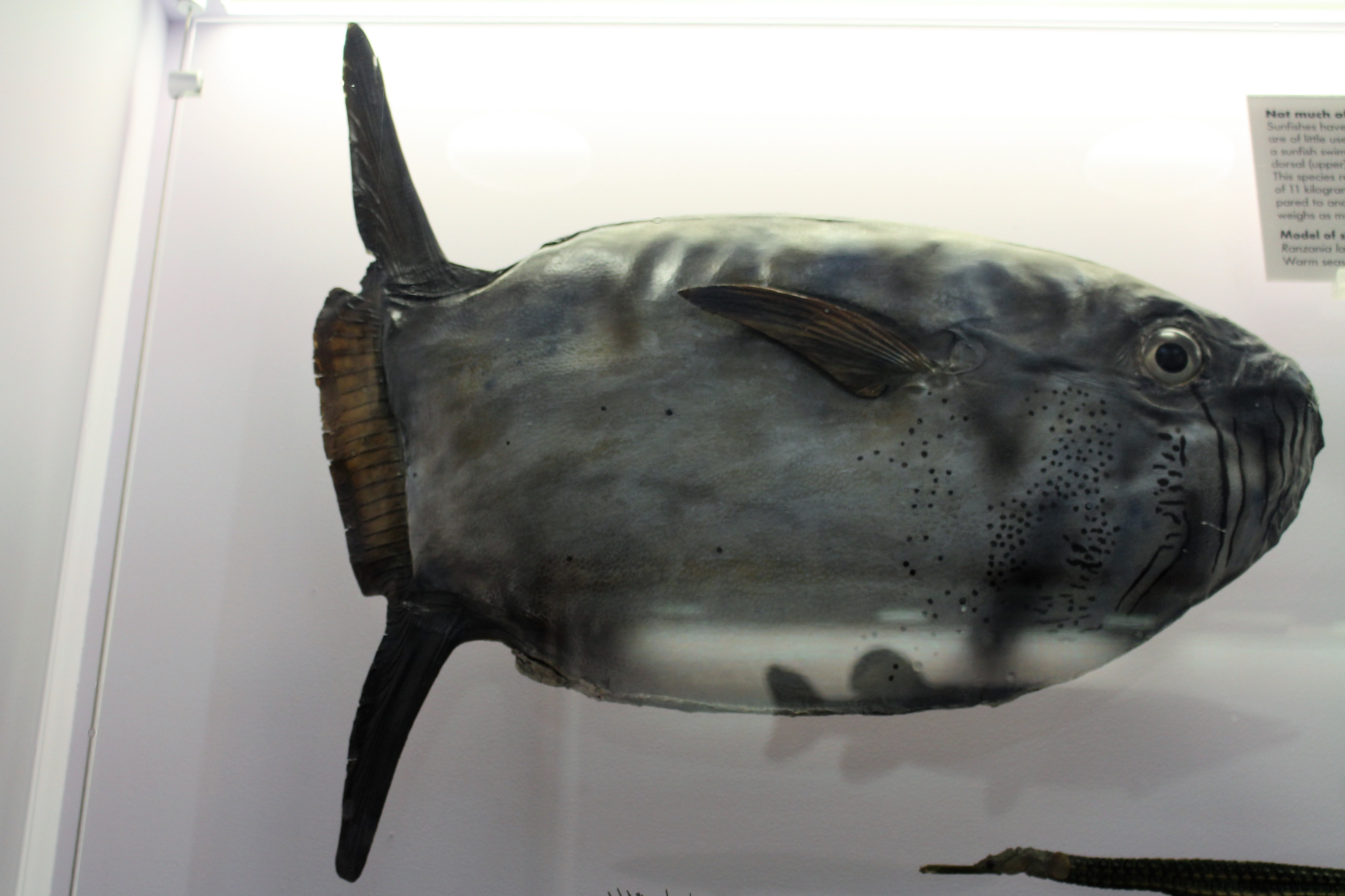
Ranzania laevis modell a londoni Természettudományi Múzeumban
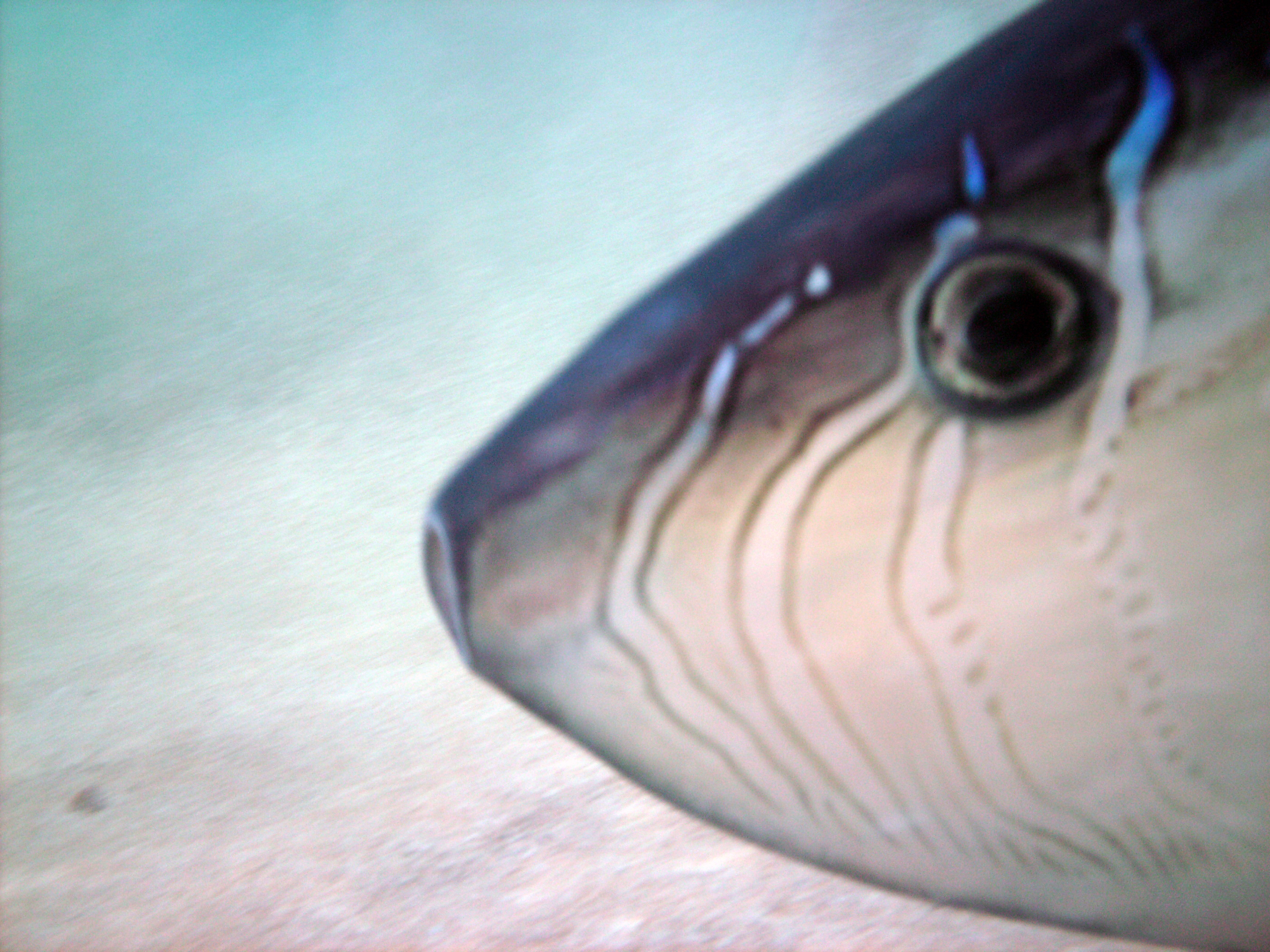
Portré
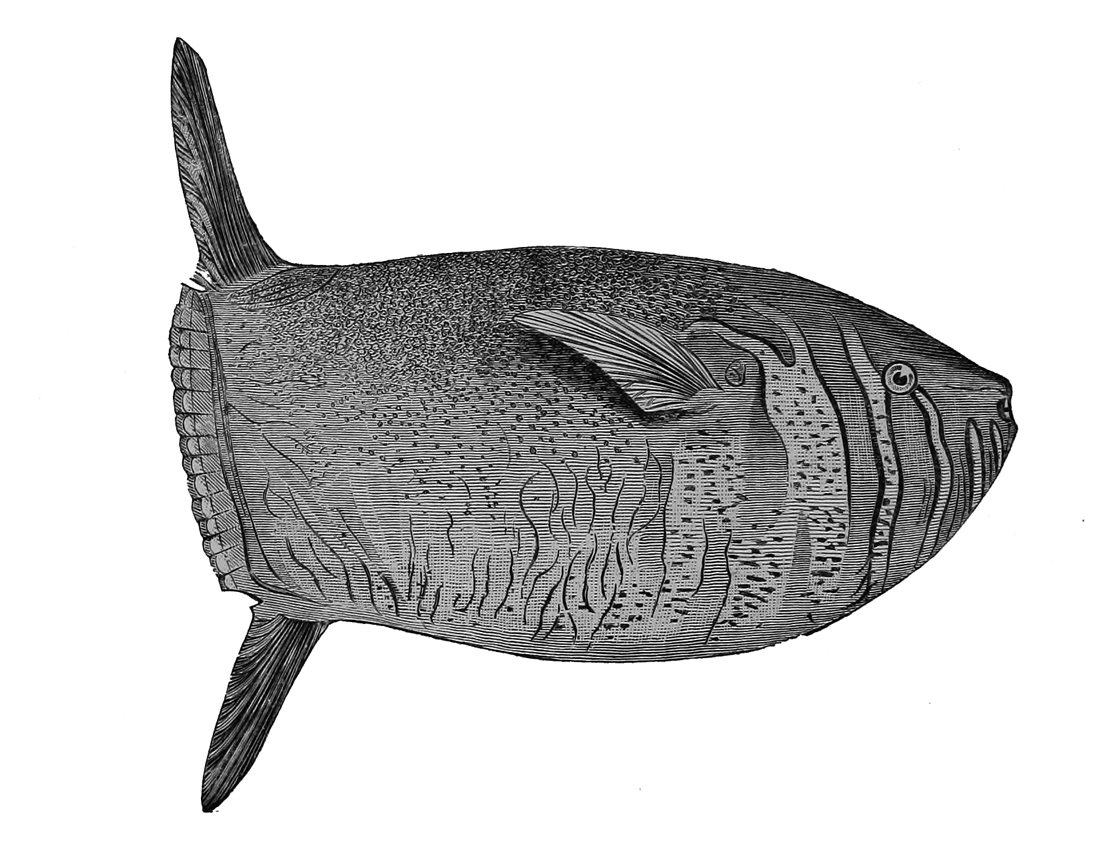
Rajz a halról